# Izon
|  | Per a altres significats, vegeu «Ison (Gironda)». |

L'izon, ijo central occidental o ijaw és una llengua que es parla al sud de Nigèria. L'izon és la llengua principal que parlen els ijaws. El 99% dels 1.973.000 ijaws central-occidentals són cristians; d'aquests, el 60% són protestants, el 30% pertanyen a esglésies cristianes independents i el 10% són catòlics. L'1% dels ijaws restants creuen en religions tradicionals africanes. A l'estat de Bayelsa es parla a les LGAs de Yenagoa, South Ijaw, Kolokuma-Opokuma, Ekeremor i Sagbama; a l'estat del Delta es parla a les LGAs de Burutu, Warri i Ughelli; a l'Estat d'Ondo es parla a les LGAs d'Ilaje i d'Ese-Odo i a l'Estat Ekiti, a la LGA d'Ikole.
L'izon és una llengua independent de les llengües de la família lingüística de les llengües ijo, que són llengües nigerocongoleses. L'ijo del sud-est, les llengües ijo orientals i les llengües ijo occidentals són les altres llengües d'aquesta família lingüística. Totes elles es parlen a Nigèria.
L'izon és una llengua que té un estatus educacional (4); té suport institucional, s'ensenya a les escoles d'educació primària, té programes de ràdio, de televisió, diccionari, gramàtica i s'hi ha traduït la Bíblia. L'izon s'escriu en alfabet llatí. Segons Ethnologue, el 1989 hi havia un milió de parlants d'izon i al 1991 1.770.000 persones parlaven llengües ijo.
Els dialectes de l'izon són l'apoi, l'arogbo, el basan, el bumo, l'olodiama oriental, el tarakiri oriental, l'egbema, l'ekpetiama, el furupagha, el gbarain, l'iduwini, l'ikibiri, el kabo, el kolokuma-opokuma, el koluama, el kumbo, el mein, l'ogbe ijo, l'ogboin, l'ogulagha, l'operemo, l'oporomo, l'oporoza, l'oyiakiri, el tuomo, l'olodiama occidental i el tarakiri occidental. L'izon té una trentena de dialectes intel·ligibles.